# 전류판

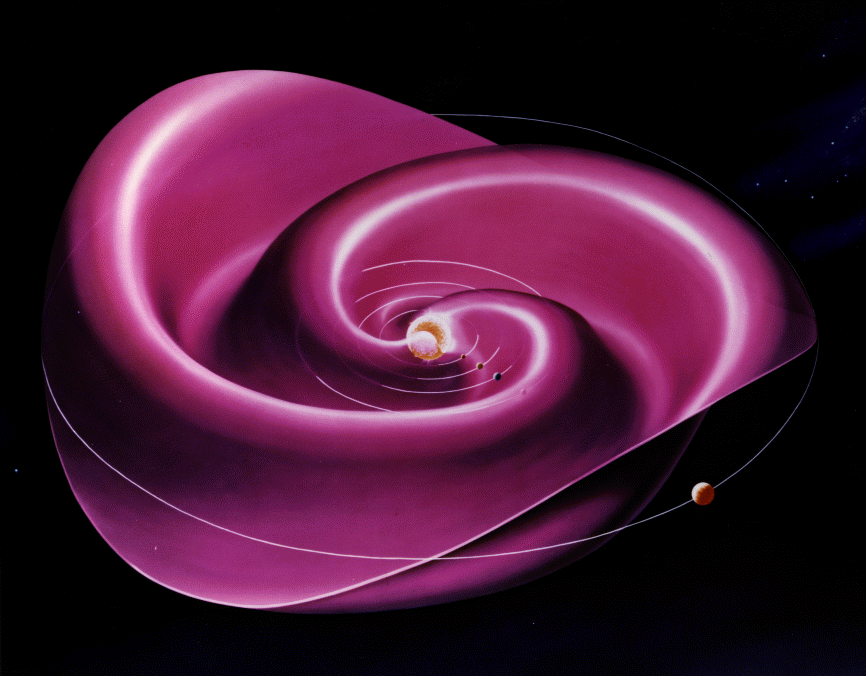
태양권 전류판은 태양의 자전하는 자기장이 행성간 매질 내 플라스마에 영향을 주어 형성된다.

전류판(current sheet)은 3차원으로 뻗어나가지 않고 2차원 면에 갇힌 전류이다. 전류판은 자기 유체 역학 내의 전도성 유체로 설명할 수 있는데, 전도성 유체 내부에 전류가 지나는 부분이 있을 경우. 전류가 지나는 부분은 자기력에 의해 유체 바깥으로 밀려나며, 이 과정에서 전류가 입체를 지나는 얇은 층으로 압축된다.
태양계에서 가장 큰 전류판은 태양권 전류판으로, 두께 10,000 km 이상이며, 태양부터 명왕성 바깥까지 뻗어 있다.
코로나 등 천체물리학적 플라스마의 경우, 전류판의 이론적인 종횡비는 100,000:1까지 늘어날 수 있다. 전류판은 크기에 비해 매우 얇기 때문에, 자기 유체 역학에서는 두께를 0이라고 가정하는 경우가 많다. 현실에서는 두께가 얇아질수록 전하 운반자의 운동 속도가 빨라져야 하기 때문에, 무한히 얇아질 수는 없다.
전류판 내 플라스마는 자기장 내 에너지 밀도를 증가시키는 방법으로 에너지를 저장하며, 플라스마의 불안정성은 전류판이 강한 지역에서 생겨나, 자기 재결합을 통해 저장한 에너지를 급격하게 방출한다. 이 과정을 통해 태양 플레어가 발생하며, 뜨거운 플라스마 내 강한 전류를 흘려야 하는 자기 가둠 핵융합의 문제점이기도 하다.

## 무한한 전류판에서의 자기장
무한한 전류판은 같은 전류가 흐르는, 무한히 많은 평행한 전선으로 가정할 수 있다. 각 전선에는 전류 I가 흐르고, 단위 길이마다 전선 N개가 있다고 하면, 자기장은 앙페르 회로 법칙을 통해 구할 수 있다.
{\displaystyle \oint _{R}\mathbf {B} \cdot \mathbf {dl} =\mu _{0}I_{\text{enc}}}
{\displaystyle \oint _{R}B\cos(\theta )\,dl=\mu _{0}I_{\text{enc}}}
R는 전류판을 두르는 사각형 고리로, 전류판과 전선 모두에 수직하다. 전류판에 수직한 두 면에서는 {\displaystyle \cos(90^{\circ })=0}이기 때문에 {\displaystyle \mathbf {B} \cdot d\mathbf {s} =0}이 된다. 다른 두 면에서는 {\displaystyle \cos(0)=1}이므로, S를 사각형 고리의 면적 L × W로 두면, 적분은 다음으로 단순화할 수 있다.
{\displaystyle 2\int _{S}Bds=\mu _{0}I_{\text{enc}}}
B는 선택한 경로에서 일정하므로, 적분 기호 바깥으로 빼낼 수 있다.
{\displaystyle 2B\int _{S}ds=\mu _{0}I_{\text{enc}}}
적분을 계산하면 다음과 같다.
{\displaystyle 2BL=\mu _{0}I_{\text{enc}}}
Ienc(경로 R에 갇힌 총 전류량)를 I×N×L로 두어, B에 대해 푼 결과는 다음과 같다.
{\displaystyle {\begin{aligned}B&={\frac {\mu _{0}I_{\text{enc}}}{2L}}={\frac {\mu _{0}INL}{2L}}\\[1ex]&={\frac {\mu _{0}IN}{2}}\end{aligned}}}
여기서 무한한 전류판의 자기장 세기는 거리와 관련이 없음을 알 수 있다. B의 방향은 오른손 법칙을 통해 구할 수 있다.

## 해리스 전류판
1차원 전류판의 예시로는 해리스 전류판이 있는데, 이는 맥스웰-블라소프계의 정적인 해이다. {\displaystyle y=0}을 따라 구해지는 해리스 전류판의 자기장은 다음과 같다.
{\displaystyle \mathbf {B} (y)=B_{0}\tanh \left({\frac {y}{\delta }}\right)\mathbf {\hat {x}} ,}
여기서 {\displaystyle B_{0}}는 자기장 세기의 점근이며{\displaystyle \delta }는 전류판의 두께를 나타낸다. 여기서 전류 밀도는 다음과 같다.
{\displaystyle \mathbf {J} (y)=-{\frac {B_{0}}{\mu _{0}\delta }}\operatorname {sech} ^{2}\left({\frac {y}{\delta }}\right)\mathbf {\hat {z}} .}
플라스마의 압력은 다음과 같다.
{\displaystyle p(y)={\frac {B_{0}^{2}}{2\mu _{0}}}\operatorname {sech} ^{2}\left({\frac {y}{\delta }}\right)+p_{0},}
여기서 {\displaystyle p_{0}}는 점근 압력이다.